# 미녀삼총사 (드라마)
- 1976년부터 1981년까지 시즌 5에 걸쳐 미국 ABC에서 방영된 드라마로 1970년대의 초인기 미국 드라마여서 인기 여배우의 산실 대우를 받았다.
- 1970년대 드라마였던 탓에 영화판이 나오기 전까지는 번역 중에 이 드라마가 언급될때 '찰리의 천사들'이라고 그야말로 스트레이트하게 번역되었다.

## 한국 방영
- 근데 사실 한참전인 1978년에 동양방송에서 방송했었다.
- 대한민국에서는 TBC 동양방송에서 1978년 7월 부터 1978년 12월 까지 잠시 방영하였고 마지막 1년만에 종영 하였다.
- 그리고 1980년 11월 TBC 동양방송에서 방영 중단 받고 인수 하였다.
- 그리고 MBC 문화방송 1979년 1월부터 1980년 5월 까지 1년만에 첫 방영 바뀌고 이동 하였고 마무리가 되었다.
- 그리고 마지막 KBS2 TV 한국방송 1982년 7월 부터 1983년 7월 까지 2년만에 방영 이동 하였고 맡기게 되었다.
- 1년만에 마지막 종영 하였다.